# Красный архив

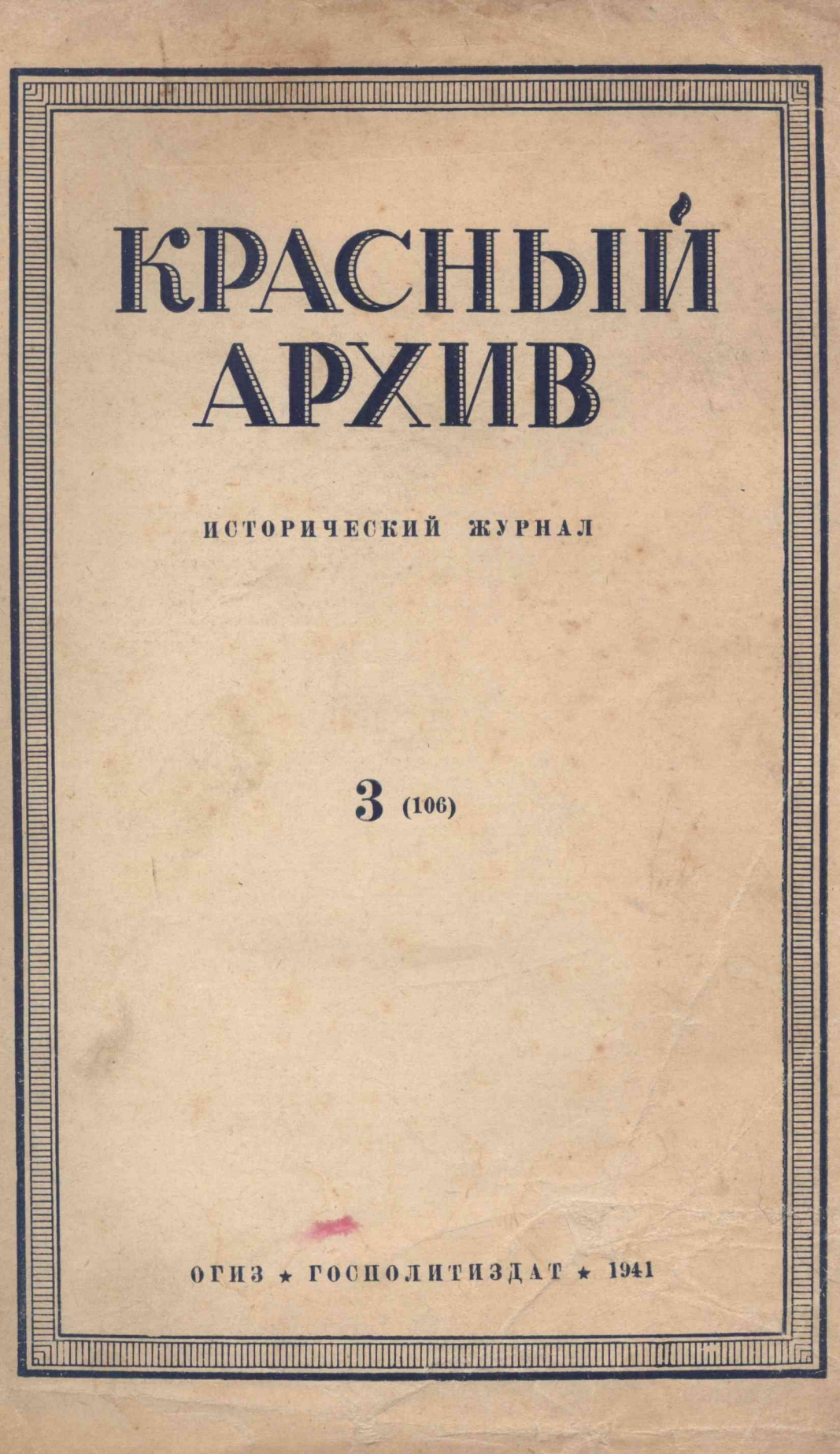
Обложка последнего номера журнала «Красный архив», 1941

«Красный архив» — научно-исторический журнал, издававшийся в Москве в 1922—1941 годах сначала Центральным архивом РСФСР и СССР, затем Центральным архивным управлением СССР и РСФСР.
Выходил 6 раз в год (в 1922—1924 — нерегулярно); всего вышло 106 томов. В «Красном архиве» публиковались архивные материалы по истории СССР (в том числе дооктябрьского периода), большевистской партии, Октябрьской революции, Гражданской войны 1918—1920 годов, социалистического строительства в СССР, международных отношений, а также о жизни и работе выдающихся деятелей Коммунистической партии и Советского государства. Также в журнале были опубликованы документы, связанные с подготовкой и развязыванием 1-й мировой войны 1914—1918. Первым главным редактором был В. П. Полонский.
Крупную роль в создании и работе журнала сыграл М. Н. Покровский; в журнале принимали участие В. В. Адоратский, Н. Ф. Бельчиков, С. Н. Валк, Б. П. Козьмин, Н. К. Крупская, В. В. Максаков, Н. Л. Мещеряков, В. И. Невский, В. И. Пичета, Ф. А. Ротштейн, Б. Е. Сыроечковский, Е. В. Тарле, Е. М. Ярославский и другие историки и партийные деятели.

## Избранные тома журнала
- Все тома Красного Архива